# AR-15
ArmaLite AR-15 là phiên bản súng trường dân dụng của M16, có thể chọn nhiều chế độ bắn, tản nhiệt khí và sử dụng băng đạn. Được sản xuất và phân phối bởi ArmaLite trong năm 1956 dựa trên AR-10 và được thiết kế để trở thành một khẩu súng trường hạng nhẹ có thể bắn một hộp đạn với tốc độ cao trọng lượng nhẹ, cỡ nòng nhỏ để cho phép lính bộ binh mang được nhiều đạn hơn.
Do giai đoạn phát triển và sản xuất xuyên suốt thời kỳ đầu của chiến tranh lạnh, AR-15 được sử dụng phổ biến trong Chiến tranh Việt Nam.

## Đặc điểm kỹ thuật
- Cỡ nòng: 5,56mm.
- Trọng lượng súng (không tính hộp tiếp đạn và dây đeo súng): 2,86 kg.
- Chiều dài: 990,06 mm.
- Tầm bắn xa nhất: 2653 m.
- Tầm bắn hiệu quả: 200 m - 300 m.
- Sơ tốc đầu nòng: 990 m/s.
- Băng đạn: 20 viên (băng tiêu chuẩn) và có loại chứa: 30 viên.
- Tốc độ bắn thực tế phát một: 45 - 65 phát/ phút.
- Tốc độ bắn lý thuyết: 700 - 800 phát/ phút.
- Tốc độ bắn thực tế liên thanh: 150 - 200 phát/ phút.
- Các loại đạn:

M193: Đạn thường.
M196: Đạn vạch đường.
XM200: Đạn hơi không đầu.
Súng dùng chung loại đạn với M16.

## Các quốc gia sử dụng
- UN
- Afghanistan
- Hoa Kỳ
- Nga - ORSIS-AR15J lần đầu tiên ra mắt ở Moskva nước Nga và Nga bắt đầu sản xuất hàng loạt súng trường tương tự AR-15 của Mỹ. Công ty giải thích rằng tính năng làm nên sự khác biệt chính của phiên bản sửa đổi là nòng do ORSIS sản xuất có khả năng tăng độ chính xác và thời gian hoạt động của súng được nâng lên đáng kể.

- Canada
- Israel
- Philippines
- Hàn Quốc
- Hồng Kông
- Đài Loan - Súng trường chiến đấu T86. Nhằm tạo ra vũ khí cá nhân phù hợp cho binh sĩ của mình, Đài Loan đã phát triển khẩu trường tấn công Súng trường chiến đấu T86 trên cơ sở khẩu M16 và AR-15 của Mỹ.
- Lào
- Thái Lan
- Brunei
- Campuchia
- Đức
- Nam Phi - Súng trường R4 là một biến thể của súng AR-15 có chiều dài nòng 10,5 inch, cỡ đạn 5,56mm, và có tầm bắn hiệu quả 500-600m với tốc độ bắn 800 viên/phút.
- Việt Nam
- Vương quốc Liên hiệp Anh và Bắc Ireland

## Quốc gia từng sử dụng
- Cộng hòa Hồi giáo Afghanistan
- Việt Nam Dân chủ Cộng hòa
- Cộng hòa Miền Nam Việt Nam
- Tây Đức